# ソ連運輸省VL19形電気機関車
ВЛ19 (VL19) は、ソビエト連邦の直流電気機関車である。1938年までは ВЛ と呼ばれた。これは、ウラジーミル・レーニンの頭文字を取った名称である。
1932年から1938年まで製造され、独ソ戦の終結後にオーバーホールを受けた改良型は ВЛ19м と呼ばれ、1947年から改良工事が施工された。1953年3月までのあいだ、ソビエト連邦で設計された唯一の量産型電気機関車であった。1971年から1976年の間に集中的に廃車となった。